# كهف طنف القطر

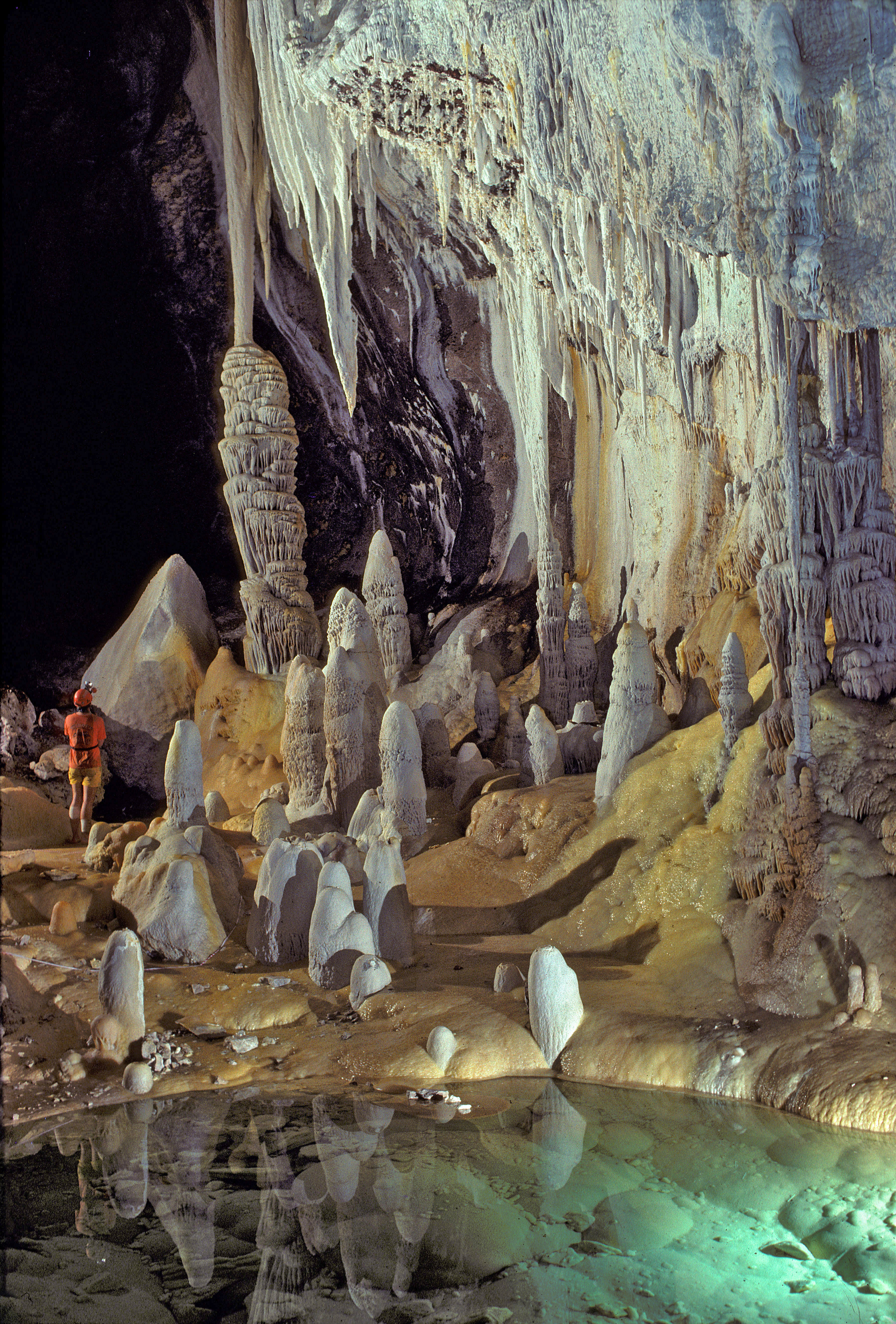
Lechuguilla Cave, نيومكسيكو, USA

كهف طنف القطر (بالإنجليزية: Dropstone cave ) هي نوع من الكهوف الطبيعية توجد فيها صواعد الكهوف وهوابط الكهوف التي تتكون من تساقط مياه معدنية في شكل قطرات عبر آلاف السنين ؛ ومع تبخر الماء في نفس الوقت تتراكم المعادن الكلسية اسفل منها وتتبلور مكونة أحجارا مخروطية في هيئة صواعد وهوابط. 
تتكون تلك الكهوف طبيعيا في بطون الجبال، وبعضها كان يسكنه الإنسان القديم كملجأ يحميه من قساوة الطبيعة. واكتشف الكثير من تلك كهوف طنف القطر في أنحاء كثيرة في العالم . ويزورها أعداد كبيرة من الناس والسياح لجمالها الطبيعي . وتنظم لها رحلات خاصة للسياح في أوروبا وأماكن أخرى من العالم . 
يهتم علماء علم الكهوف
Speleology بدراسة الكهوف بصفة عامة حيث يستكشفون فيها آثارا للإنسان القديم، كما يجدون فيها أدوات كان يستخدمها في حياته مثل السكين الحجري والمطرقة الحجرية وأدوات من العظام أو الأخشاب، فيتعرفون منها على طريقة حياته، والظروف الطبيعية التي كانت تحيط به، والحيوانات التي سادت وقتها، كما يعرفون أشياء عن حياته الاجتماعية .

## المراجع

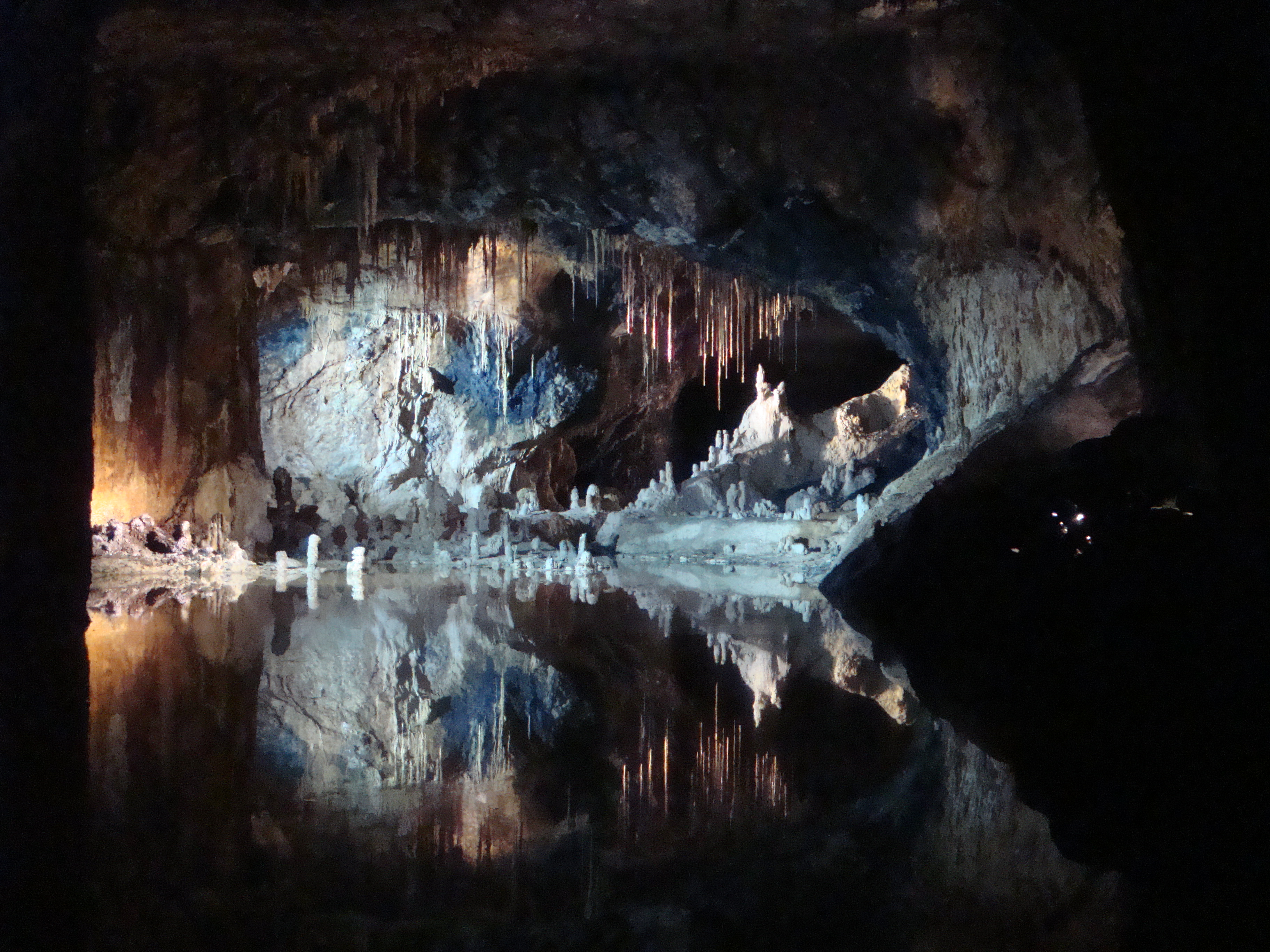
مغارة فينجروتن ، ألمانيا.

## مواضيع ذات صلة
- صواعد الكهوف ونوازل الكهوف
- كهف
- كهف الماموث.
- كهف أتا
- كهف تويفيلزهوله